# 예천 초간정 원림
예천 초간정 원림(醴泉 草澗亭 園林)은 대한민국 경상북도 예천군 용문면 죽림리에 있는, 조선 선조 때 학자인 초간 권문해(1534~1591)가 오랜 관직생활과 당쟁에서 벗어나 자연을 즐기기 위해 고향으로 돌아와 창건한 정자로 맑은 계곡과 푸른 소나무림 사이의 암석 위에 위치하고 있다. 2008년 12월 26일 대한민국의 명승 제51호로 지정되었다.

## 개요
초간정은 선조 15년(1582) 초간 권문해(1534~1591)가 오랜 관직생활과 당쟁에서 벗어나 자연을 즐기기 위해 고향으로 돌아와 창건한 정자로 맑은 계곡과 푸른 소나무림 사이의 암석 위에 위치하고 있다.
이 때 지은 정자는 임진왜란으로 소실되고, 죽소(竹所) 권별(權鼈)이 인조 4년(1626) 중수한 뒤에도 화재로 불에 타 그대로 둔 것을 영조 17년(1741) 후손인 권봉의(權鳳儀)가 기존의 터가 좋지 않다고 여겨 현재의 자리로 옮겨 중수한 것이 전해지고 있다.
조선시대 사림의 은일(隱逸)생활과 무위자연(無爲自然)을 바탕으로 하는 선조들의 자연관을 보여주는 명승지로 바위를 휘돌아 흐르는 계류가 시원한 운치를 자아내는 등 경관적 가치가 크다.

## 같이 보기
- 예천 초간정 - 경상북도 유형문화재 제475호

## 참고 자료
- 예천 초간정 원림 - 국가유산청 국가유산포털
- 이 문서에는 문화재청에서 공공누리 제1유형으로 배포된 자료를 바탕으로 한 내용이 포함되어 있습니다.